# Sandoa (territoire)
Le territoire de Sandoa est une entité déconcentrée de la province de Lualaba en république démocratique du Congo. Il a pour chef-lieu Sandoa.

## Commune
Le territoire compte une commune rurale de moins de 80 000 électeurs.
- Sandoa, (7 conseillers municipaux)

## Chefferies
Le territoire compte 8 chefferies :
- Kayembe-Mukulu
- Lumanga
- Mbako
- Muteba
- Sakundundu
- Samutoma
- Tshibamba
- Tshipao